# Жейовиці
Жейовиці (пол. Rzejowice) — село в Польщі, у гміні Кодромб Радомщанського повіту Лодзинського воєводства.
Населення — 566 осіб (2011).
У 1975-1998 роках село належало до Пйотрковського воєводства.

## Демографія
Демографічна структура станом на 31 березня 2011 року:
|          | Загалом | Допрацездатний вік | Працездатний вік | Постпрацездатний вік |
| -------- | ------- | ------------------ | ---------------- | -------------------- |
| Чоловіки | 265     | 56                 | 176              | 33                   |
| Жінки    | 301     | 57                 | 171              | 73                   |
| Разом    | 566     | 113                | 347              | 106                  |